# サンタクララ (カリフォルニア州)
サンタクララ（Santa Clara）は、アメリカ合衆国カリフォルニア州のサンタクララ郡にある都市。サンフランシスコの南70km、サンノゼの北西10㎞に位置している。人口は12万7647人（2020年）。シリコンバレーに位置しているため、インテルやNVIDIAの本社など世界中のハイテク企業が集中する。また、NFLのサンフランシスコ・フォーティナイナーズの本拠地リーバイス・スタジアムもある。

## 歴史
1777年、カトリックのスペイン人宣教師がサンタクララ伝道所（en:Mission Santa Clara de Asís）を設立した。この伝道所は21あったカリフォルニア・ミッションの一つである。

## 地理
サンタクララは北緯37度21分16秒 西経121度58分9秒 / 北緯37.35444度 西経121.96917度に位置している。サンノゼの至近距離にあり、市街地はほぼ一体化している。
アメリカ合衆国統計局によると、この都市は総面積47.6 km2 (18.4 mi2) である。このうち47.6 km2 (18.4 mi2) が陸地で水面は存在しない。

## 人口動勢
2010年の国勢調査では、この都市は人口116,468人、43,021世帯、及び24,117家族が暮らしている。人口密度は2,149.1/km² (5,566.2/mi²) である。832.0/km² (2,155.0/mi²) の平均的な密度に39,630軒の住宅が建っている。この都市の人種的な構成は白人55.59%、アフリカン・アメリカン2.29%、先住民0.53%、アジア29.27%、太平洋諸島系0.43%、その他の人種6.94%、及び混血4.95%である。ここの人口の15.99%はヒスパニックまたはラテン系である。
この都市内の住民は19.9%が18歳未満の未成年、18歳以上24歳以下が11.3%、25歳以上44歳以下が39.1%、45歳以上64歳以下が19.1%、及び65歳以上が10.6%にわたっている。中央値年齢は33歳である。女性100人ごとに対して男性は103.6人である。18歳以上の女性100人ごとに対して男性は102.9人である。
この都市の世帯ごとの平均的な収入は69,466米ドルであり、家族ごとの平均的な収入は77,189米ドルである。男性は58,641米ドルに対して女性は43,131米ドルの平均的な収入がある。この都市の一人当たりの収入 (per capita income) は31,755米ドルである。人口の7.8%及び家族の4.5%は貧困線以下である。全人口のうち18歳未満の6.3%及び65歳以上の8.2%は貧困線以下の生活を送っている。

## 経済
シリコンバレーの中枢をなす都市であり、アドバンスト・マイクロ・デバイセズ（AMD）、アジレント・テクノロジー、アプライド・マテリアルズ、アリスタネットワークス、GlobalFoundries、インテル、マーベル・テクノロジー・グループ、マカフィー、ナショナル セミコンダクター、NVIDIA、ロヴィ、ServiceNow、VERITASの本社が置かれている。

### 従業員数ランキング（2019年）[4]
| #  | 企業                                 | 従業員数 |
| -- | ------------------------------------ | -------- |
| 1  | アプライド・マテリアルズ             | 8,500    |
| 2  | インテル                             | 7,801    |
| 3  | アドバンスト・マイクロ・デバイセズ   | 3,000    |
| 4  | カリフォルニアズ・グレート・アメリカ | 2,500    |
| 5  | アバイア                             | 2,000    |
| 6  | サンタクララ大学                     | 2,000    |
| 7  | サンタクララ市                       | 1,955    |
| 8  | カイザー財団病院                     | 1,459    |
| 9  | メイシーズ                           | 1,200    |
| 10 | オン・セミコンダクター               | 1,100    |

## 教育
市内にはサンタクララ大学がある。

## スポーツ
サンタクララ大学ブロンコスは、NCAAディビジョン1のウェストコースト・カンファレンスに位置している。大学内にはリーベイ・センター（体育館）、バック・ショー・スタジアム（球技場）、スティーブン・スコット・スタジアム（野球場）を所持している。

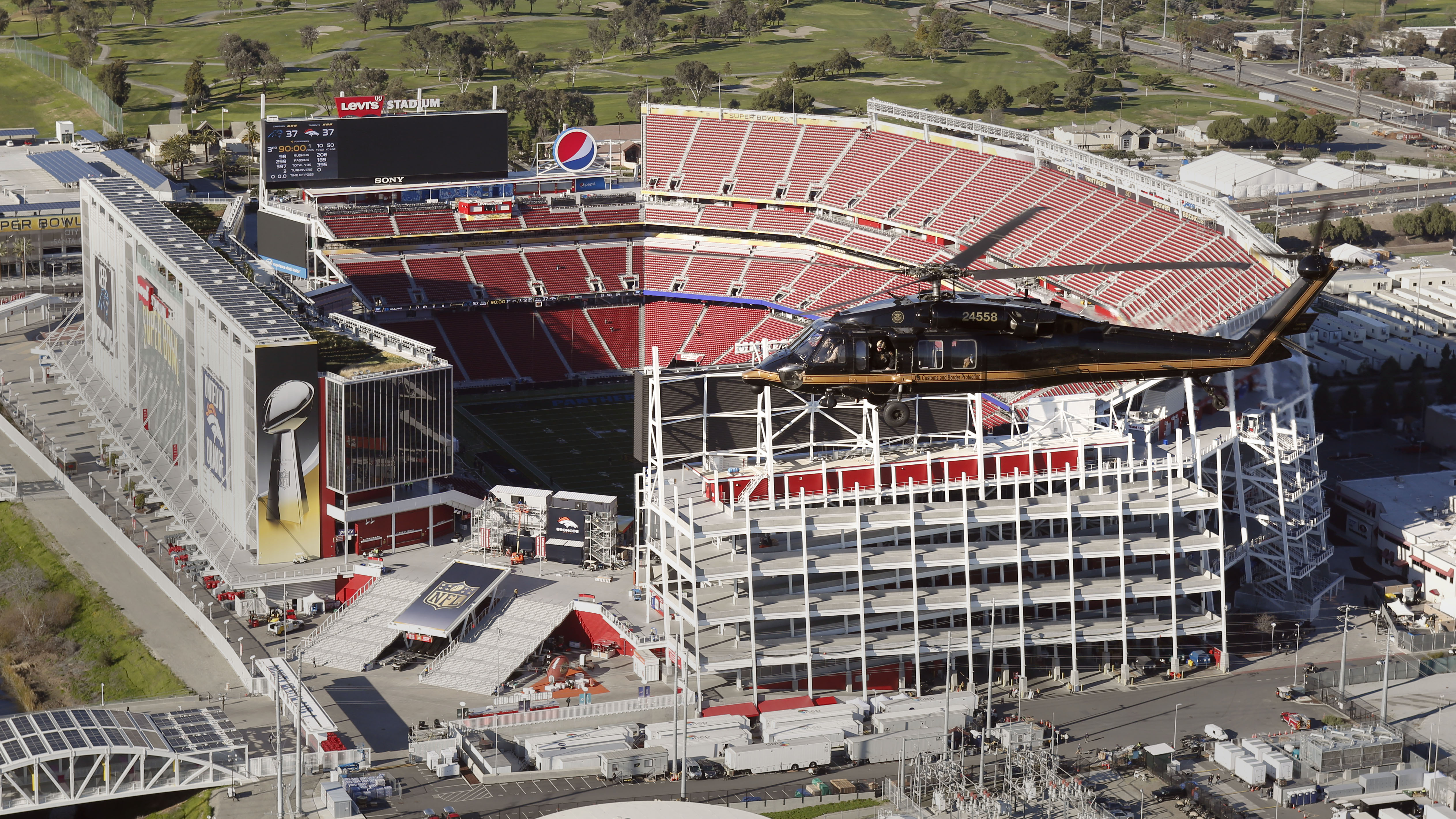
サンフランシスコ・フォーティナイナーズの本拠地リーバイス・スタジアム

2014年7月にオープンしたリーバイス・スタジアムはNFLのサンフランシスコ・フォーティナイナーズの本拠地となっている。過去、2015年3月29日にWWEのレッスルマニア31や、2016年2月7日に第50回スーパーボウルが開催されている。
メジャーリーグサッカーのサンノゼ・アースクエイクスはかつて、サンタクララのバック・ショー・スタジアム（サンタクララ大学内に所在）を使用していたが、2015年からはサンノゼのアースクエイクス・スタジアムに移転している。

## 姉妹都市
- 出雲市（日本）
- コインブラ（ポルトガル）

## 出身者
- トロイ・トゥロウィツキー（メジャーリーグ選手）
- エリック・テイムズ（プロ野球選手）
- ミシェル・エーカーズ（サッカー選手）